# Shunhe (köping i Kina, Jiangsu)
Shunhe (kinesiska: 顺河, 顺河镇) är en köping i Kina. Den ligger i provinsen Jiangsu, i den östra delen av landet, omkring 210 kilometer norr om provinshuvudstaden Nanjing.
Genomsnittlig årsnederbörd är 1 133 millimeter. Den regnigaste månaden är juli, med i genomsnitt 256 mm nederbörd, och den torraste är januari, med 18 mm nederbörd.